# BLU-109硬化穿透炸弹

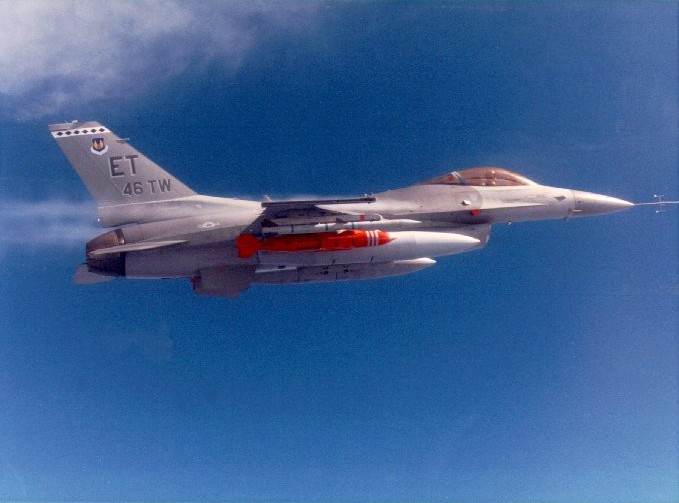
裝備於F-16戰隼戰鬥機的BLU-109硬化穿透炸彈配備為聯合直接攻擊彈藥。

BLU-109/B是美國空軍使用的硬化穿透炸彈（BLU是Bomb Live Unit的首字母縮寫），與其他“ 碉堡剋星 ”系列炸彈一樣，它的目的是在爆炸前穿透混凝土掩体和其他強化结構，除原生產國美國有使用外，它还是英國、澳大利亞、加拿大、挪威、丹麥、荷蘭、法國、德國、比利時、義大利、希臘、以色列、沙烏地阿拉伯與阿拉伯聯合大公國空軍所裝備的對地攻擊武器。

## 设计
BLU-109的研發計劃始於1984年，由美國空軍提出，研發代號「HAVE VOID」。技術目標是打造一枚至少可貫穿6英尺厚度鋼筋混凝土結構的炸彈。
BLU-109 / B的外殼為鎳鉻鉬合金鋼製造，厚度约为1英寸（25.4mm），為同級重量之Mk 84炸彈的兩倍厚，內部填充530磅(240公斤)PBXN-109鈍感炸藥（Tritonal炸药），搭配FMU-143延時引信，炸彈可穿透4至6英呎厚的鋼筋混凝土， 於1985年量產服役。BLU-109可搭配在美軍精靈炸彈的彈頭段中，包括GBU-15激光制导炸弹，GBU-27宝石路III激光制导炸弹和AGM-130火箭助推炸弹等。 
由於BLU-109對建築物的穿透破壞力大於後來開發的GBU-39小直徑炸彈，該型炸彈只有3英尺的貫穿力。  這使得此型武器仍可滿足新型武器未能達到的性能，故短時間不容易被替換退役。

## 衍生型
BLU-118是BLU-109外壳和基本炸弹设计的温压炸药填充物。  它包含一种传统的炸药PBXIH-135。 
2015年，GD开始了一项名为HAMMER的720万美元开发项目，旨在通过在沙坑内传播数十个Kinetic Fireballs Incendiaries（KFI）（非爆炸）来销毁化学和生物物质。 KFI已经由加利福尼亚州Adelanto的Exquadrum公司的小企业创新研究（SBIR）计划发展而来。 

## 使用国
BLU-109已经出售给美国的主要盟国，包括韩国，以色列，沙特阿拉伯，阿联酋和土耳其
 美国
- 美国空军
- 美国海军
- 美国海军陆战队

 摩洛哥
- 摩洛哥皇家空军

- 韩国空军

 土耳其
- 土耳其空军

 以色列
- 以色列空军

 塞爾維亞
- 塞尔维亚空军

 沙烏地阿拉伯
- 沙特阿拉伯皇家空军

 阿联酋
- 阿拉伯聯合大公國空軍（英语：United Arab Emirates Air Force）